# Хоринцы (село)
Хоринцы (якут. Хоро) — село в Олёкминском районе Республики Саха (Якутия) России. Административный центр Хоринского наслега.

## География
Село находится в юго-западной части Якутии, в пределах левобережной части долины реки Лена, на расстоянии примерно 60 км (по прямой) к северо-востоку от города Олёкминск, административного центра района. Абсолютная высота — 138 м над уровнем моря.
Климат
Климат характеризуется как резко континентальный. Средняя температура воздуха самого тёплого месяца (июля) составляет 18 °C; самого холодного (января) — −30 − −35 °C. Среднегодовое количество атмосферных осадков составляет 200—300 мм.
Часовой пояс
Село Хоринцы находится в часовой зоне МСК+6. Смещение применяемого времени относительно UTC составляет +9:00.

## Население
| 2002 | 2010 | 2021 |
| ---- | ---- | ---- |
| 702  | ↗741 | ↘603 |

Половой состав
По данным Всероссийской переписи населения 2010 года в гендерной структуре населения мужчины составляли 50,3 %, женщины — соответственно 49,7 %.
Национальный состав
Согласно результатам переписи 2002 года, в национальной структуре населения якуты составляли 88 %.

## Улицы
| - ул. Балаганнах, - ул. Верхняя, - ул. Лесная, - ул. Набережная, | - ул. Пионерская, - ул. Подгорная, - ул. Солоосун, - ул. Центральная. |

## Инфраструктура
В селе находится Хоринская сельская библиотека.

## Транспорт
Через село проходит федеральная автотрасс А-331 «Вилюй».